# Benito Juárez Primero
Benito Juárez Primero är en ort i Mexiko.   Den ligger i kommunen Uxpanapa och delstaten Veracruz, i den sydöstra delen av landet, 500 km öster om huvudstaden Mexico City. Benito Juárez Primero ligger 75 meter över havet och antalet invånare är 178.
Terrängen runt Benito Juárez Primero är huvudsakligen platt. Benito Juárez Primero ligger nere i en dal. Runt Benito Juárez Primero är det ganska glesbefolkat, med 29 invånare per kvadratkilometer. Närmaste större samhälle är Poblado Cinco, 8,1 km sydost om Benito Juárez Primero. Omgivningarna runt Benito Juárez Primero är en mosaik av jordbruksmark och naturlig växtlighet.